# Hieracium dicella
Hieracium dicella es una especie de planta con flor del género Hieracium, de la familia Asteraceae, orden Asterales.

## Distribución
Hieracium dicella se distribuye por Inglaterra.

## Taxonomía
Fue descrita científicamente por P. D. Sell & C. West. Fue publicada en Watsonia.